# Roporudomasowiec
Roporudomasowiec, OBO (ang. Oil-Bulk-Ore) – statek przystosowany do przewozu ropy naftowej, rudy i węgla.